# Planociampa modesta
Planociampa modesta är en fjärilsart som beskrevs av Butler 1878. Planociampa modesta ingår i släktet Planociampa och familjen mätare. Inga underarter finns listade i Catalogue of Life.